# Listrognathus furax
Listrognathus furax là một loài tò vò trong họ Ichneumonidae.